# Fréchou
 Fréchou  es una población y comuna francesa, en la región de Aquitania, departamento de Lot y Garona, en el distrito de Nérac y cantón de Nérac.
Está integrada en la Communauté de communes des Coteaux de l’Albret.

## Demografía
| 326 | 303 | 256 | 248 | 264 | 249 |
| Para los censos de 1962 a 1999 la población legal corresponde a la población sin duplicidades (Fuente: INSEE [Consultar]) |     |     |     |     |     |